# بولس بطريرك الإسكندرية
كان البطريرك بولس الإسكندري بطريرك الإسكندرية للروم الأرثوذكس من 537 الي 542.
انتخب بطريركًا في عام 537 وقبل ذلك بقليل كانت كنيسة الروم الأرثوذكس بالإسكندرية قد اعترفت بثيودوسيوس الأول الميافيزيت (من أصحاب الطبيعة الواحدة)، ثم نفت غيناس.
بولس هو أول خلقيدوني ينتخب بطريركًا منذ عام 482. وقد أطاح به سينودس غزة، لكنه أعيد إلى منصبه لاحقًا.
كانت هذه الانتخابات هي الانقسام الأخير بين الميافيزيتيون الاقباط (أصحاب الطبيعة الواحدة) والروم الأرثوذكس (أصحاب الطبيعتين)، والتي استمرت حتى اليوم.